# The Librarian 2 - Ritorno alle miniere di Re Salomone
The Librarian 2 - Ritorno alle miniere di Re Salomone (The Librarian: Return to King Solomon's Mines) è un film per la televisione del 2006, secondo capitolo della serie The Librarian.

## Trama
Flynn Carsen ha partecipato a molte missioni che sfidano la morte nel suo primo anno come Bibliotecario . Quasi non riesce a recuperare il teschio di cristallo aggrappandosi a un altro ritrovamento, e Judson, il suo mentore, lo avverte che "a volte devi rinunciare a ciò che vuoi per il bene superiore".
Alla festa del 32º compleanno di Flynn, un vecchio amico di famiglia, "Zio" Jerry, appare inaspettatamente. La madre di Flynn dà a Flynn le immagini che disegnava da bambino per illustrare le "sciocche storie della buonanotte" di suo padre e l'amuleto di suo padre. Flynn trova il suo appartamento saccheggiato; cade in un'imboscata e viene derubato di un rotolo che ha ricevuto per posta quel giorno. La pergamena è una mappa contenente indizi sulla posizione delle miniere di Re Salomone. Judson gli dice che tra i tanti tesori nascosti nelle miniere si trova anche la Chiave di Salomone, un potente libro di incantesimi che darà al suo possessore poteri smisurati, come il controllo del tempo e dello spazio; il segreto deve essere mantenuto.
Perlustrando le rovine romane in Marocco, Flynn incontra Emily Davenport, un'archeologa che ha più lauree di lui. Flynn ed Emily vengono attaccati dopo aver trovato un pezzo del Codice della mappa, ma il loro assalitore diventa un alleato quando l'amuleto di Flynn si illumina e lo identifica come uno dell'ordine dei Massoni Critici, un'antica setta di guerrieri che proteggono i segreti di Re Salomone. Dice loro dove trovare il resto del Codice della mappa. Emily riconosce i segni come Akon, una cifra, non una lingua, e insiste per venire con lui in Kenya. Anche un generale di nome Samir è sulle tracce delle miniere. Minaccia la famiglia dell'uomo che ha aiutato Flynn a fuggire e dice loro dove era diretto Flynn.
Dopo un giro su un autobus turistico per la luna di miele e diversi giorni di escursione attraverso il Serengeti , Flynn ed Emily si imbattono in un uomo di nome Jomo sepolto fino al collo nella sabbia per aver rubato. I due avventurieri lo tirano fuori; Jomo insiste per essere la loro guida. Durante una pausa di riposo, Flynn mostra a Emily i disegni che ha realizzato da bambino (sua madre li ha infilati nella sua borsa). Emily confida a Flynn la sua ossessione fin dall'infanzia per la leggendaria regina di Saba, moglie di Salomone. Le racconta come suo padre è stato colpito e ucciso da un rapinatore quando aveva solo 32 anni. Dopo giorni di escursioni, finalmente raggiungono un villaggio e riconoscono il segno di un indovino locale come indizio. A loro insaputa, la gente di Samir ha rilevato il negozio. Proprio mentre Flynn trova l'altro pezzo delCodice della mappa, Emily vede arrivare il nemico; fuggono.
Con loro grande stupore, incontrano lo zio Jerry di Flynn, che sale su un treno per Mombasa. Li spinge a bordo, dà da mangiare alla coppia e dice a Flynn che l'amuleto che suo padre gli ha lasciato è stato tramandato da molte generazioni. Dopo cena, Emily e Flynn parlano della connessione del cifrario Akon con il Cantico dei Cantici; e scopri la magica chiave musicale della mappa. Judson appare nello specchio e dice a Flynn di tornare a casa. Lui rifiuta. La mattina dopo, si recano alla montagna delle tre streghe vicino a Mombasa ; il terreno ricorda a Flynn i suoi disegni. Si rende conto che suo padre deve averlo preparato per questo viaggio. Con Samir all'inseguimento, penetrano nelle caverne. Il tesoro ricopre le caverne; una testa enorme della regina Saba, scolpita nel muro di pietra, incombe su tutto. Flynn vede un libro su un piedistallo, lo apre e si rende conto che questa è la Chiave di Salomone. Il testo si illumina e scorre nella sua mano.
Samir trascina uno zio Jerry arruffato e lo picchia. Flynn lancia il libro al generale Samir ma è lo zio Jerry a ringraziarlo, dimostrando di essere il loro capo. Jerry rivela inoltre di essere stato lui a sparare al padre di Flynn perché si rifiutava di rivelare il segreto delle miniere. Lo zio Jerry vuole usare gli incantesimi del libro per tornare indietro nel tempo e conquistare Margie Carsen per se stesso. Jerry entra in una camera fiancheggiata da nicchie dove giacciono re morti, con una fossa di lava gorgogliante sottostante, e legge ad alta voce l'incantesimo che gli darà potere sullo spazio e sul tempo, suscitando fantasmi mentre lo fa. Flynn ed Emily vengono gettati in una fossa che si riempie d'acqua. Flynn rischia di annegare e ha una visione di Judson su una spiaggia bianca, poi scopre che lui ed Emily sono stati salvati dal fedele Jomo, che li ha seguiti per onorare il debito della sua vita. Samir muore quando Emily gli getta addosso dell'olio che prende fuoco dall'accendino che tiene in mano.
Flynn strappa il libro a Jerry, lasciando l'incantesimo incompiuto. Mentre Flynn sta per gettare il libro nella fossa di lava, Jerry lo tenta: può riportare indietro suo padre. Emily e Jomo irrompono nella caverna per trovare Flynn che pronuncia l'incantesimo. Emily usa una lancia per riflettere la luce sull'amuleto di Flynn, rompendo l'incantesimo. Quando Flynn lancia il libro nella fossa di lava, Jerry gli salta dietro. Flynn, Emily e Jomo fuggono mentre la caverna si sgretola ed esplode.
In un breve epilogo, Flynn consegna l'amuleto e la tutela a Jomo. Emily prosegue la sua ricerca della regina di Saba in Tunisia. Evocando Casablanca, Flynn mormora "Di tutti i locali di gin del mondo, lei doveva entrare nel mio".
Flynn torna alla Biblioteca e dice a Judson che ha distrutto il libro. Judson gli ricorda che rinunciando alla possibilità di riportare in vita suo padre distruggendo il libro, Flynn ha sacrificato ciò che voleva "per il bene superiore", e ora era un "grande bibliotecario". Quando Flynn chiede a Judson perché non ha detto nulla sul legame di suo padre con le miniere, Judson dice che Flynn ha dovuto impararlo da solo; è sicuro che ovunque sia il padre di Flynn, è orgoglioso di suo figlio, e anche Judson lo è.